# Linda Marguerite
Linda Marguerite (ur. 22 lipca 1971) – francuska judoczka. Startowała w Pucharze Świata w 1997 i 1998. Zajęła piąte miejsce na mistrzostwach Europy w 2001; pierwsza w drużynie w 1998 i 2000. Mistrzyni Francji w 1997 i 1998 roku.